# Andrija Vukčević
Andrija Vukčević (Montenegro, 11 de octubre de 1996) es un futbolista montenegrino que juega como defensa en el Preston North End F. C. de la EFL Championship.

## Trayectoria
Se formó en la cantera del Fudbalski Klub Budućnost Podgorica, donde ha disputando 70 partidos en la Primera División de Montenegro, jugando también partidos de la Europa League. Vukcevic ha pasado por todas las categorías inferiores de su selección, llegando a capitanear a la sub-19.
En enero de 2016 fue traspasado al Sevilla F. C., para reforzar a su filial, el Sevilla Atlético, que militaba en el Grupo IV de Segunda División B. El lateral izquierdo montenegrino e internacional sub-21 procedía del Budcnost de Podgorica, donde había jugado las tres últimas temporadas. Su representante era el que fuera delantero del Sevilla Igor Gluščević y firmó un contrato por lo que quedaba de temporada y tres años más. En enero de 2017 fue cedido al San Fernando C. D.
A inicios de la temporada 2019-20 fichó por el equipo belga Waasland-Beveren por cuatro temporadas. Abandonó el club en febrero de 2021 y unos días después firmó por el H. N. K. Rijeka. Allí estuvo un par de años antes de marcharse a México en septiembre de 2023 para jugar en el F. C. Juárez.
En julio de 2024 regresó a España después de que el club mexicano lo cediera al F. C. Cartagena por una temporada. La siguiente, tras superar un periodo de prueba, firmó por tres años con el Preston North End F. C.

## Clubes
Actualizado al último partido disputado el 22 de septiembre de 2024.
| Club                        | País       | Año       | Partidos | Goles |
| --------------------------- | ---------- | --------- | -------- | ----- |
| F. K. Budućnost Podgorica   | Montenegro | 2013-2015 | 80       | 3     |
| Sevilla Atlético            | España     | 2016-2017 | 4        | 0     |
| San Fernando C. D. (cedido) | España     | 2017      | 9        | 0     |
| F. K. Spartak Subotica      | Serbia     | 2017-2019 | 60       | 1     |
| Waasland-Beveren            | Bélgica    | 2019-2021 | 22       | 0     |
| H. N. K. Rijeka             | Croacia    | 2021-2023 | 89       | 1     |
| F. C. Juárez                | México     | 2023-2024 | 21       | 1     |
| F. C. Cartagena (cedido)    | España     | 2024-2025 | 24       | 0     |
| Preston North End F. C.     | Inglaterra | 2025-     |          |       |